# Alexei Iljitsch Ossipow

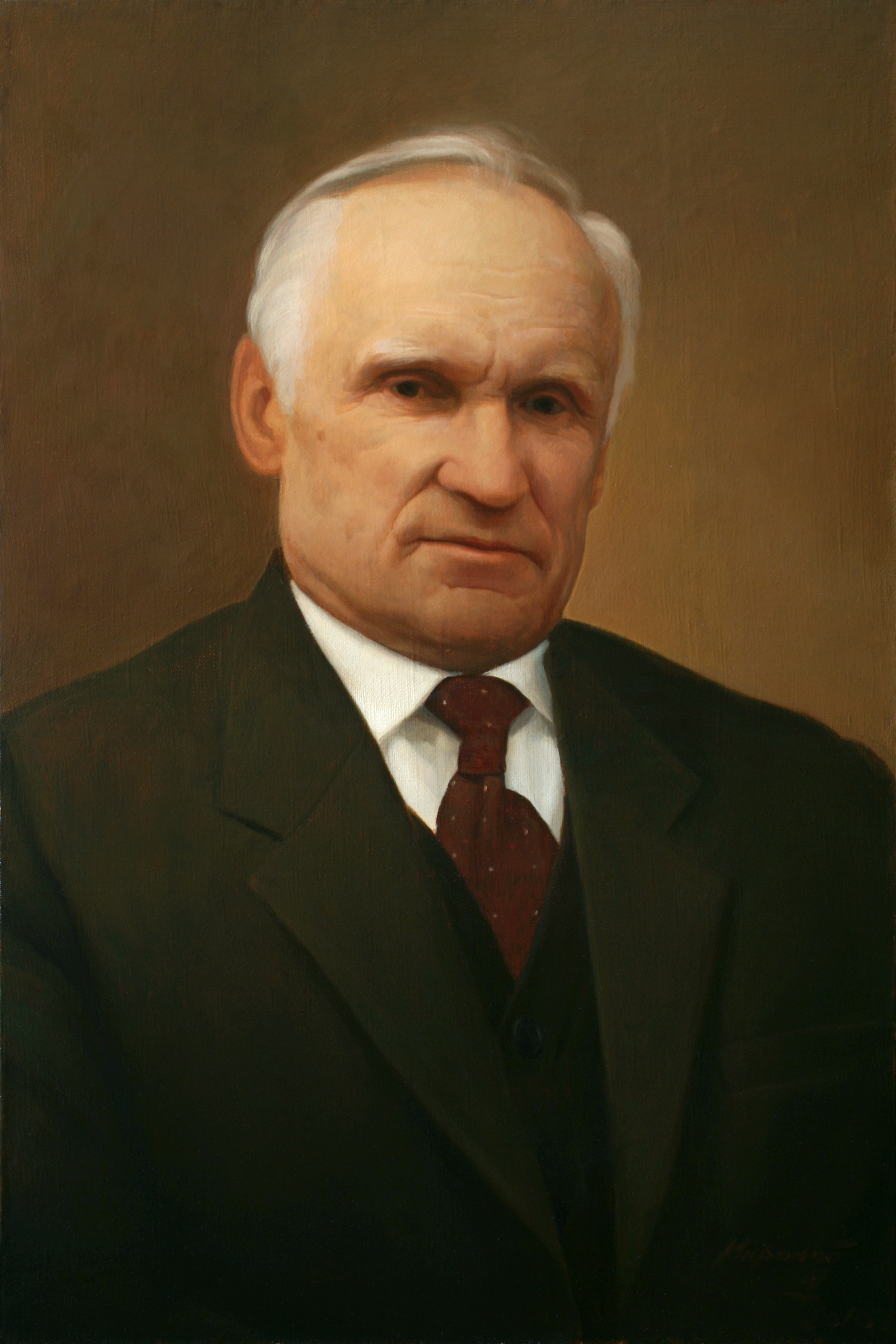
Ossipow auf einem Gemälde (2010) von Andrei Nikolajewitsch Mironow.

Alexei Iljitsch Ossipow (russisch Алексей Ильич Осипов, englisch Alexei Osipov, wiss. Transliteration Aleksej Il'ič Osipov; * 31. März 1938 in Beljow, Sowjetunion) ist ein russischer orthodoxer Theologe und Professor der Moskauer Geistlichen Akademie.

## Leben

### Frühes Leben und Ausbildung
Alexei Ossipow wurde am 31. März 1938 in Beljow in der Oblast Tula geboren. Seine Familie waren Bauern. Er wuchs in Koselsk, Oblast Kaluga und danach im Dorf Optino auf. Schließlich zog die Familie in die Stadt Gschatsk, Oblast Smolensk, wo er mit der Mittelschule (ermöglicht den Besuch von Hochschulen) seine Schulbildung abschloss. Anschließend beschäftigte er sich unter Anleitung von Igumen Nikon über drei Jahre lang mit Theologie. Mit einer schriftlichen Referenz des Starzen, der Empfehlung des Bischofs von Smolensk Michail (Tschub) und dem Bestehen der jeweiligen Zwischenprüfungen wurde er 1958 direkt in die Abschlussklasse des Moskauer Theologischen Seminars aufgenommen. Nach dem Abschluss dort 1959 ging er an die Moskauer Geistliche Akademie. Als Kandidat bogoslowija (russ. Кандидат богословия), ein akademischer Grad der Russisch-Orthodoxen Kirche, schloss er sein Studium dort 1963 ab.

### Akademische Karriere

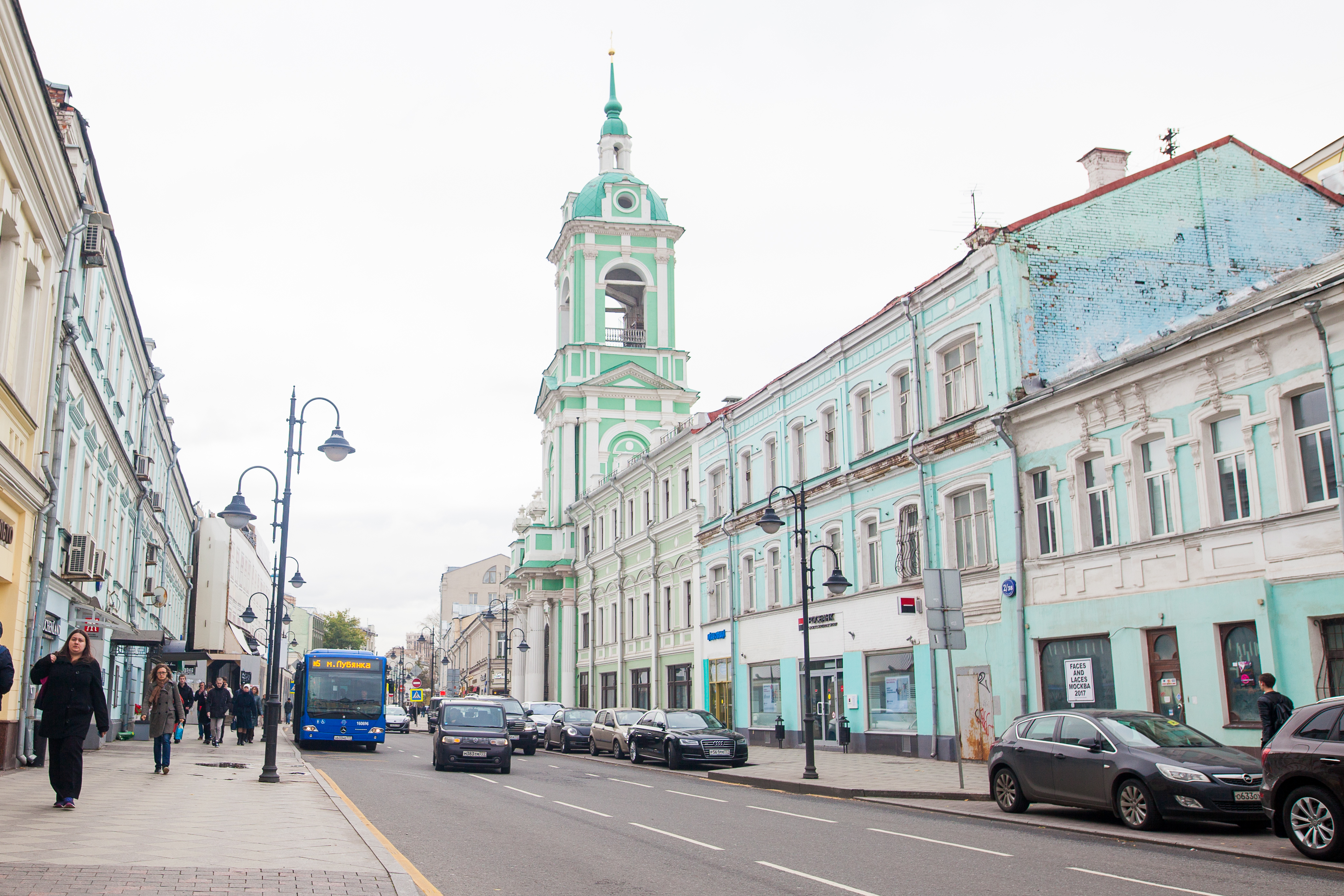
Graduiertenkolleg Hll. Kyrill und Method in Moskau

Nach Absolvierung des Graduiertenkollegs im Folgejahr an der Moskauer Geistlichen Akademie wurde er am Kolleg noch im Jahr 1964 Lehrer, ab 1965 lehrte er auch an der Akademie selbst. Weiterführend lehrte er ab 1969 als Dozent und ab 1975 als Professor. Von 1982 an leitete Ossipow bis 2006 das Graduiertenkolleg der Moskauer Geistlichen Akademie. Im Jahr 1985 erhielt er den Titel des Doktors der Theologie für verschiedene Veröffentlichungen und 2004 wurde er mit dem Titel eines ausgezeichneten Professors (russ. Заслу́женный профе́ссор) der MGA gewürdigt.
Er lehrte in den Bereichen Ökumene, der Fundamentaltheologie, Geschichte der russischen Religionsphilosophie, des Protestantismus sowie moderner theologischer Probleme.

### Weiteres

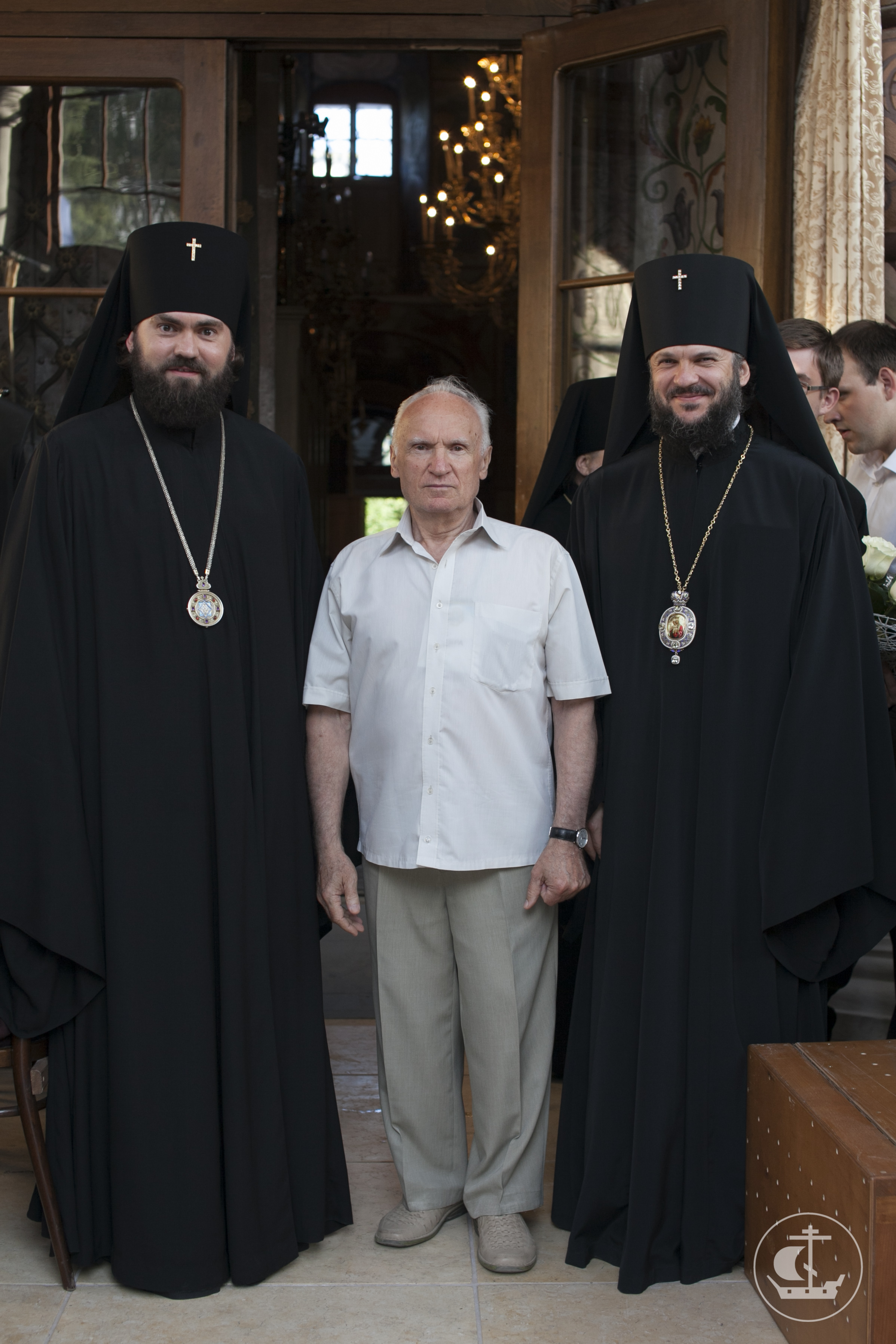
Von links: Erzbischof Feofilakt von Smolensk, Alexei Ossipow und Erzbischof Amwrossi von Peterhof, seit 2020 Erzbischof von Twer. Das Bild entstand 2014 im Dreifaltigkeitskloster von Sergijew Possad bei der Feier zum 700. Jahrestag der Geburt des Heiligen Sergius von Radonesch

Ossipow gilt als bekannter Theologe. Er hielt diverse Vorträge und Vorlesungen in Russland sowie außerhalb, trat weiterhin auch im Radio und im Fernsehen auf. Seine Werke wurden vielfach übersetzt und publiziert, so in Deutschland, Finnland, Griechenland, den USA und Italien.
Weges des Vorwurfs der Unterstützung des Russischen Angriffskriegs auf die Ukraine belegte diese ihn 2022 neben weiteren Personen der Russisch-Orthodoxen Kirche mit persönlichen Sanktionen.

## Auszeichnungen und Ehrungen (Auswahl)
- 2007: Ordentliches Mitglied der Russischen Akademie der Naturwissenschaften
- 2017: Orden der Freundschaft
- 2023: Orden des Heiligen Sergius von Radonesch 1. Klasse

## Veröffentlichungen (Auswahl)
In deutscher Übersetzung
- Alexej Osipov: Aus dem Zeitlichen in die Ewigkeit. Das Leben der Seele nach dem Tod ; Gedanken eines russischen Theologen unserer Zeit. 8. Auflage. Bautz, Nordhausen 2011, ISBN 978-3-88309-645-2.
- Alexej I. Osipov: Auf dem Weg zu Gott. Edition Hagia Sophia, Wachtendonk 2015, ISBN 978-3-937129-93-8.
- Alexej I. Osipov: Das Mysterium der Taufe. Edition Hagia Sophia, Wachtendonk 2025, ISBN 978-3-96321-187-4.